# Leptometopa beardsleyi
Leptometopa beardsleyi är en tvåvingeart som beskrevs av Hardy och Mercedes Delfinado 1980. Leptometopa beardsleyi ingår i släktet Leptometopa och familjen sprickflugor. Inga underarter finns listade i Catalogue of Life.